# Mistrzowie strongman: Estonia
Mistrzowie strongman: Estonia (estoński: Eestimaa Rammumees) – doroczne, indywidualne zawody siłaczy, organizowane w Estonii.

## Mistrzowie
| Rok  | Mistrz     |
| ---- | ---------- |
| 1999 | Tarmo Mitt |
| 2000 | Tarmo Mitt |
| 2001 | nieznany   |

| Rok  | Mistrz          | Wicemistrz      | Drugi Wicemistrz |
| ---- | --------------- | --------------- | ---------------- |
| 2002 | Andrus Murumets | nieznany        | Peeter Aan       |
| 2003 | Tarmo Mitt      | Andrus Murumets | Peeter Aan       |
| 2004 | Tarmo Mitt      | Andrus Murumets | Peeter Aan       |
| 2005 | Andrus Murumets | Peeter Aan      | Lauri Nämi       |
| 2006 | Andrus Murumets | Meelis Pungits  | Gert Goršanov    |
| 2007 | Andrus Murumets | Meelis Pungits  | Peeter Aan       |
| 2008 | Rauno Heinla    | Lauri Nämi      | Meelis Pungits   |
| 2009 | Andrus Murumets | Lauri Nämi      | Tarmo Mitt       |
| 2010 | Rauno Heinla    | Lauri Nämi      | Meelis Pungits   |